# Complesso di templi Bhutanatha
Il complesso di templi Bhutanatha è un gruppo di tempi induisti risalenti al VII-XII secolo situato a est del lago Agastya a Badami, nello stato di Karnataka, in India.
Comprende due sottogruppi: il complesso Bhutanatha orientale o complesso principale, eretto dal VII all'VIII secolo in stile dravidico e il complesso Bhutanatha settentrionale o complesso Mallikarjuna, eretto dall'XI al XII secolo in stile Nagara.

## Complesso Bhutanatha principale

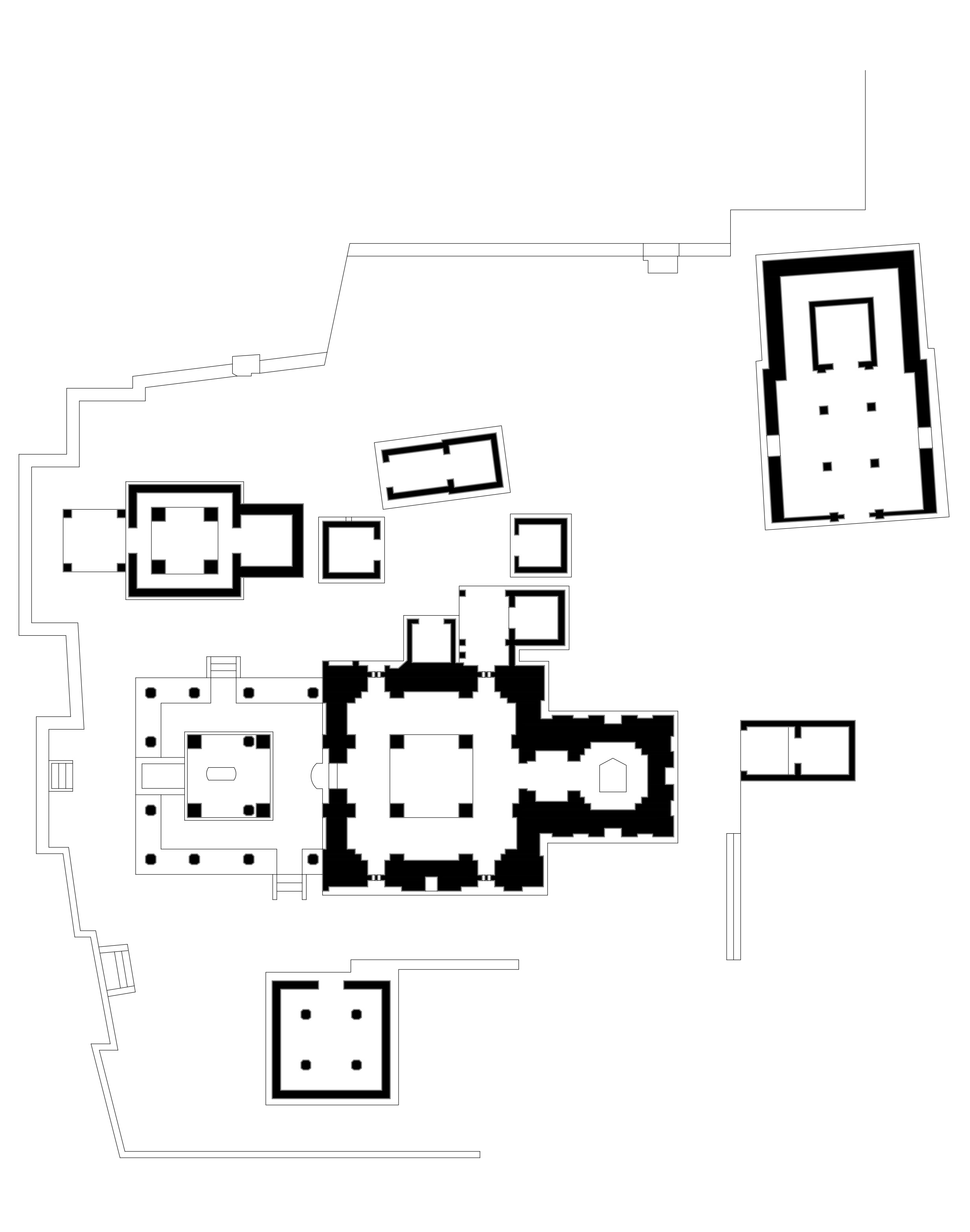
Complesso di templi Bhutanatha, pianta (il lago è sul bordo sinistro)

Il complesso principale (700–725 d.C.) è il più antico del sito e si trova a est del lago Agastya Teertha. Il tempio più antico di questo gruppo è il grande tempio principale. Presenta un gudha-mandapa con quattro massicci pilastri centrali (in parte ottagonali, cubici o arrotondati al tornio). Questo mandapa si collega a un santuario più piccolo a pianta quadrata con uno Shiva linga. Sulla sommità del santuario si trova la sovrastruttura tritala in stile dravidico di tre piani. La parte inferiore è composta da padabandha e kumbha. Le pareti dei vimana hanno karna con pilastri in stile Brahmakanta. La nasi del muro raffigura teste di kinnara e gandharva. Il secondo piano della sovrastruttura ripete il piano inferiore, mentre il terzo è grande la metà del secondo e ripete nuovamente gli stessi elementi. Un vedi quadrato sormontato da un corto shikhara completa la sovrastruttura.
Le nicchie delle immagini sulle pareti del santuario e della sala sono ora vuote, anche se rimangono ancora alcuni elementi decorativi come i makhara (bestia mitologica) con lunghe code. Il mandapa presenta dei jali (finestre perforate per far entrare la luce nel mandapa interno). Ai piedi della porta del santuario c'è un'immagine della dea Ganga sul suo veicolo, il makara, a destra e una della dea Yamuna che cavalca la tartaruga a sinistra. Sull'architrave non c'è nessuna dedica. Altre opere d'arte trovate nelle vicinanze includono Ganesha e Mahisasuramardini. Degna di nota è un'iscrizione sul muro esterno del tempio, che annuncia un dono di una famiglia Paingara a Sridharbuteswara (probabilmente un epiteto della divinità). Questa iscrizione può essere datata intorno alla fine del IX secolo e suggerisce che il tempio principale era in attività in quel periodo.
I pilastri del portico hanno una sezione quadrata che si trasforma in sezione ottagonale. All'esterno si trova un ghat a gradini per devoti e pellegrini. I santuari più piccoli sono in rovina e furono aggiunti successivamente, probabilmente fino alla fine dell'VIII secolo. Su un masso a est del complesso si trovano quattro rilievi Shaiva con dettagli architettonici insoliti: si tratta di immagini di quattro stili architettonici del santuario di Shiva con sovrastruttura panchakuta disposta su pianta quadrata. Possono essere datati alla fine del VII o all'inizio dell'VIII secolo e aiutano a stabilire che questo complesso di templi era un complesso Shaiva fin dalla sua origine.

A nord del tempio principale si trova un piccolo santuario originariamente consacrato a Vishnu. In seguito il tempio ospitò seguaci del Lingayatismo che costruirono una sala esterna e installarono un Nandi (veicolo di Shiva) e uno Shiva linga all'interno del santuario.

## Complesso Mallikarjuna

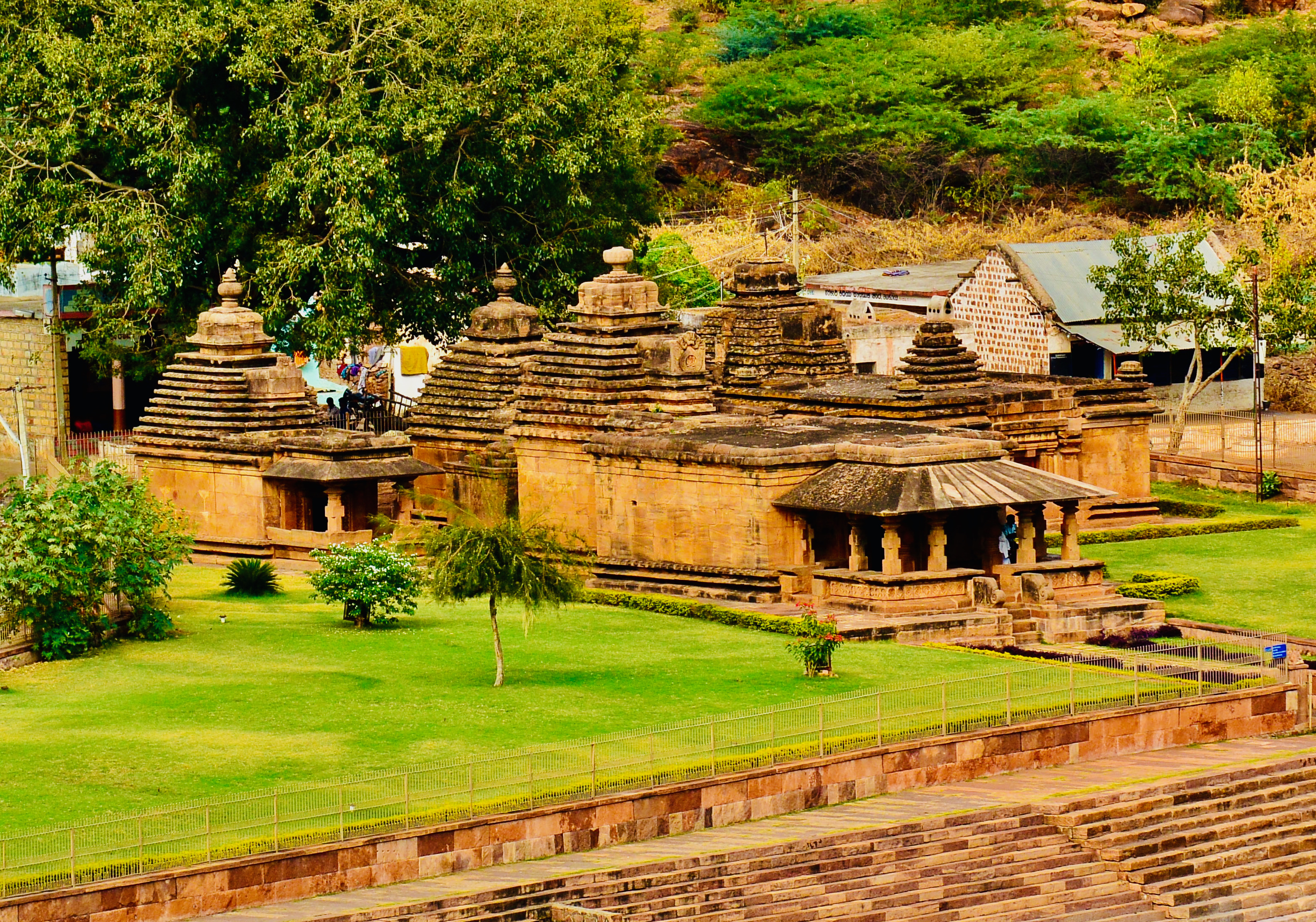
Templi del complesso Mallikarjuna, chiamato anche complesso del Bhutanatha settentrionale.

Il complesso Mallikarjuna si trova sul lato nord del lago artificiale. È composto da diversi templi che si aprono a sud e sono caratterizzati dalla loro notevole sovrastruttura piramidale in stile phamsana Nagara dell'XI-XII secolo. Questi templi presentano idee costruttive esplorate dagli architetti della dinastia Kalyani Chalukya.
Il tempio principale probabilmente era in origine dedicato a Vishnu. In seguito cadde in disuso e fu riconsacrato con uno Shiva linga preservando i resti delle opere d'arte storiche. Presenta un mandapa rettangolare aperto con otto pilastri che si collega a un mandapa interno, antarala e garbhagriya, il tutto su pianta quadrata. Tutti i templi di questo gruppo hanno pareti più semplici e grondaie angolate sopra il mandapa aperto. Le opere d'arte trovate in questo gruppo includono sia Vishnu che Shiva.